# Felsuma
Felsumy (Phelsuma) jsou drobní ještěři patřící do čeledi gekonovití (Gekkonidae). Na rozdíl od většiny ostatních gekonů nejsou aktivní v noci, ale ve dne.

## Popis
Felsumy mají kulaté zorničky a oči mají kryté průhlednými pevnými šupinami. Nemají víčka a šupiny nad očima si čistí jazykem. Základní zbarvení je většinou zářivě zelené, mnohdy s červenými či modrými skvrnami. Díky zářivým barvám se stali populárními terarijními zvířaty. Jednotlivé druhy jsou veliké od 6,5 do 30 cm. Drápky a první prsty mají zakrnělé. Stejně jako ostatní gekoni mají na bříšcích prstů tenké lamely, které jim umožňují šplhat po hladkých materiálech, jako jsou stvoly bambusů, nebo dokonce sklo.
Samci mají na vnitřní straně stehen vyvinuty femorální póry, samice mívají endolymfatické vápencové váčky po stranách krku. Tyto váčky slouží ke skladování vápníku pro tvorbu vajec. Samičky mohou po jednom oplodnění samečkem snést několik snůšek. Vajíčka většinou schovávají do dutin bambusu. Těsně před snesením mohou vajíčka prosvítat kůží samičky. U různých druhů a za různých teplotních podmínek se vajíčka líhnou po 30-60 dnech, výjimečně i déle. Mláďata sexuálně dospívají za 6-12 měsíců. Menší druhy se dožívají deseti let, velké druhy mohou v zajetí žít i déle, než 20 let. Felsumy jsou většinou silně teritoriálně agresivní, proto není možné chovat pohromadě více samců.

## Rozšíření a prostředí
Felsumy žijí převážně na ostrovech jihozápadní části Indického oceánu. Výjimku tvoří Phelsuma andamanense, která je endemitickým druhem souostroví Andamany v Bengálském zálivu. Rod se patrně vyvinul na Madagaskaru, který je taky těžištěm jeho rozšíření. Několik druhů se vyskytuje i na sousedních ostrovních skupinách (Maskareny, Seychely, Komory) a na
pobřeží východní Afriky. Byly taky nalezeny na Havajských ostrovech, kam je ale vysadili či nechtěně zavlekli lidé. Některé druhy felsum mohou žít v horách ve výšce 2 300 m n. m. Většina felsum žije na stromech. Mohou žít i v blízkosti lidských sídel, v zahradách nebo i na stěnách domů. Některé druhy je možno nalézt i na skalách.

## Potrava

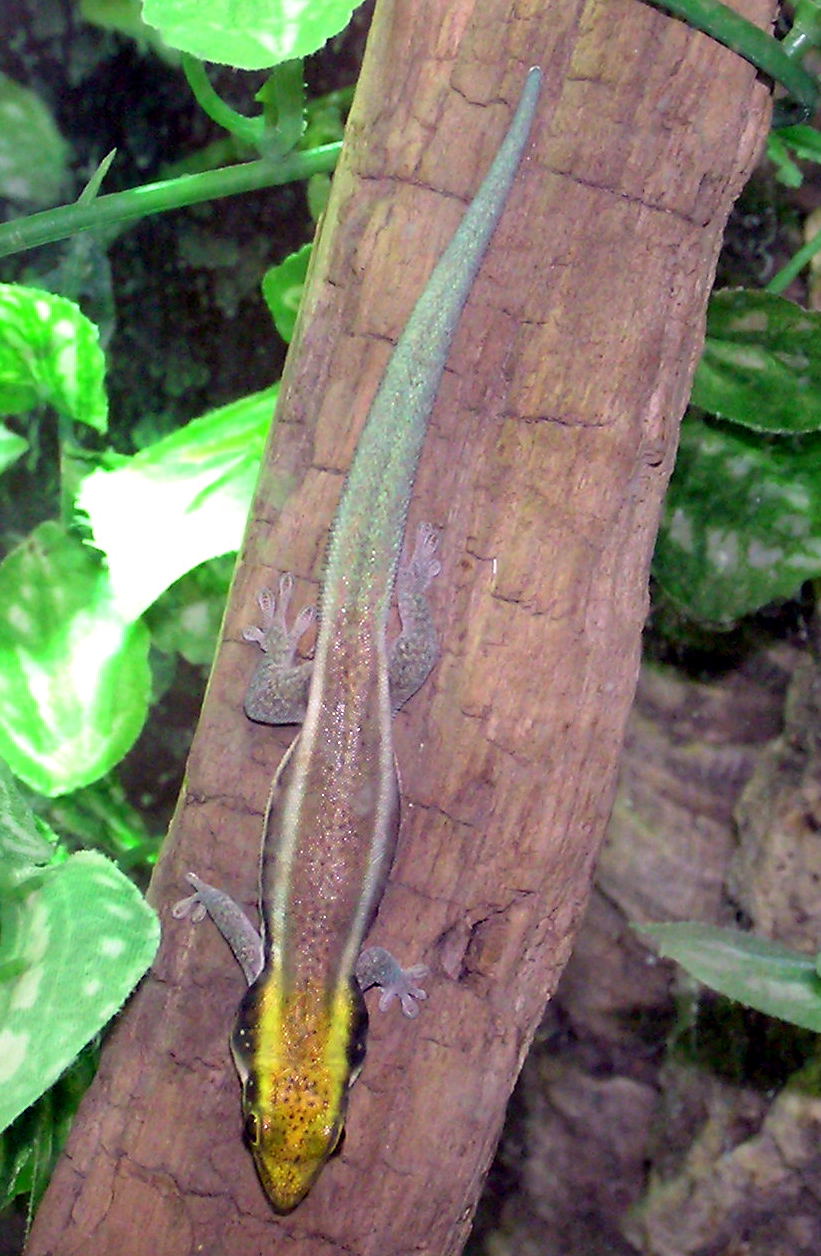
Phelsuma klemmeri

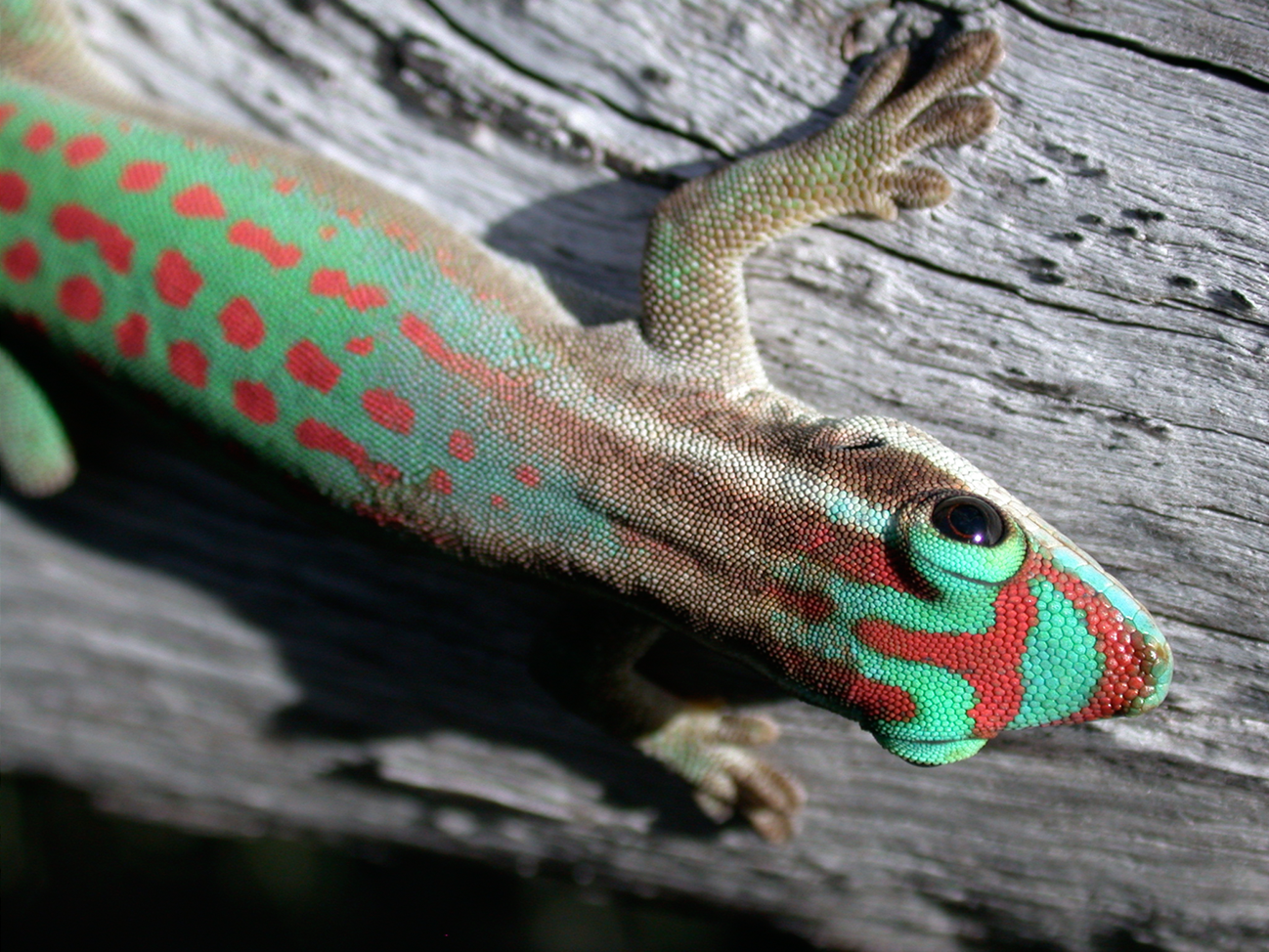
Phelsuma ornata

Felsumy se živí převážně různými druhy hmyzu, případně jinými bezobratlými. Potravu si zpestřují nektarem, pylem a měkkým, zralým, sladkým ovocem, například banány.
V zajetí je potřeba dodržet podobné složení. Většinu potravy tvoří hmyz: různé mouchy, cvrčci, housenky zavíječů, nebo i hmyz nachytaný volně v přírodě, jako sarančata. Místo podávání přímo ovoce je možné je nahradit některými dětskými přesnídávkami. Zároveň je potřeba dodávat s potravou vitaminové a minerální doplňky.

## Taxonomie
Rod Phelsuma byl poprvé popsán britským zoologem Greyem v roce 1825 a pojmenován po holandském lékaři Phelsumovi. V počtu druhů se zdroje rozcházejí mezi 35 - 43.
Dva druhy (Phelsuma gigas a Phelsuma edwardnewtoni) jsou považovány za vymřelé, pravděpodobně kvůli zničení jejich původního životního prostředí člověkem a jím zavlečenými zvířaty. Mnoho dalších druhů je podobně ohroženo. Druh P. guentheri se patrně povedlo pomocí chovů v zajetí zachránit a vrátit do přírody.

## Seznam druhů
- Phelsuma abbotti (felsuma mramorovaná) Stejneger, 1893
- Phelsuma andamanensis (felsuma andamanská) Blyth, 1860
- Phelsuma antanosy Raxworthy & Nussbaum, 1993
- Phelsuma astriata Tornier, 1901
- Phelsuma barbouri Loverrige, 1942
- Phelsuma berghofi Krüger, 1996
- Phelsuma borbonica Mertens, 1966
- Phelsuma breviceps Boettger, 1894
- Phelsuma cepediana (felsuma modrooocasá) Merrem, 1820
- Phelsuma comorensis Boettger, 1913
- Phelsuma dubia Boettger, 1881
- † Phelsuma edwardnewtoni (felsuma Newtonova) Boulenger, 1884
- Phelsuma flavigularis Mertens, 1962
- † Phelsuma gigas (felsuma obrovská) Liénard, 1842
- Phelsuma grandis Gray, 1870
- Phelsuma guentheri Boulenger, 1885
- Phelsuma guimbeaui Mertens, 1963
- Phelsuma guttata Kaudern, 1922
- Phelsuma hielscheri Rösler, Obst & Seipp, 2001
- Phelsuma inexpectata Mertens, 1966
- Phelsuma kely Schönecker, Bach & Glaw, 2004
- Phelsuma klemmeri (felsuma Klemmerova) Seipp, 1991
- Phelsuma laticauda (felsuma zlatoocasá) Boettger, 1880
- Phelsuma lineata (felsuma pruhovaná) Gray, 1842
- Phelsuma madagascariensis (felsuma madagaskarská) Gray, 1831
- Phelsuma malamakibo Nussbaum, Raxworthy, Raselimanana & Ramanamajato, 2000
- Phelsuma masohoala Raxworthy & Nussbaum, 1994
- Phelsuma modesta Mertens, 1970
- Phelsuma mutabilis Grandidier, 1869
- Phelsuma nigistriata Meier, 1984
- Phelsuma ornata Gray, 1825
- Phelsuma parkeri Loverridge, 1941
- Phelsuma pronki Seipp, 1995
- Phelsuma pustla Mertens, 1964
- Phelsuma quadriocellata (felsuma paví) Peters, 1883
- Phelsuma robertmertensi Meier, 1980
- Phelsuma rosagularis Vinson & Vinson, 1969
- Phelsuma seippi Meier, 1987
- Phelsuma serraticauda Mertens, 1963
- Phelsuma standingi (felsuma Standingova) Methuen & Hewitt, 1913
- Phelsuma sundbergi Rendahl, 1939
- Phelsuma vanheygeni Lerner, 2004
- Phelsuma v-nigra Boettger, 1913